# Lischkeia ottoi
Lischkeia ottoi är en snäckart som först beskrevs av Philippi 1844.  Lischkeia ottoi ingår i släktet Lischkeia och familjen pärlemorsnäckor. Inga underarter finns listade i Catalogue of Life.